# ایجی هانایاما
ایجی هانایاما (انگلیسی: Eiji Hanayama؛ زادهٔ ۲۱ اوت ۱۹۷۷) بازیکن فوتبال اهل ژاپن است.
از باشگاه‌هایی که در آن بازی کرده‌است می‌توان به باشگاه فوتبال اوراوا رد دیاموندز، باشگاه فوتبال گامبا اوساکا، و باشگاه ورزشی توچیگی اشاره کرد.